# Smatruz we Wrocławiu
Smatruz wrocławski (niem. Schmetterhaus) – hala targowa, jeden z trzech domów kupieckich na wrocławskim Rynku, w którym handlowano pieczywem i obuwiem. Wybudowana po 1271, zburzona w 1824 roku.

## Lokalizacja
Smatruz znajdował się Obok Sukiennic i Domu Płócienników, w północnej części bloku śródrynkowego, między obecną ulicą Przejście Garncarskie a tylnymi ścianami płytszych wówczas i doświetlonych jedynie od północy kamienic Rynek-Ratusz 10 do 22.

## Historia
31 grudnia 1271 książę Henryk Prawy zezwolił radzie miejskiej na wzniesienie i wynajmowanie 16 ław chlebowych w Rynku. Wydany 28 września 1273 przywilej umożliwił budowę ław obuwniczych i skórzanych oraz zwiększał liczbę ław chlebowych do 32 lub 48. Budowa ław, a zatem straganów, oznaczała wzniesienie mieszczącej je hali. W odróżnieniu od Sukiennic była ona jednoprzestrzenna, bez wydzielonych i zamykanych komór, gdyż większa część towaru dostarczana i sprzedawana była codziennie i nie było potrzeby przechowywania go na miejscu.
Smatruz stanowił od początku własność gminy, co potwierdza dokument z 1536. Aż do początków XIX w. posiadanie ławy i wynajmowanie miejsca pod nią w Smatruzie stanowiło bezwzględny warunek przyjęcia do cechów piekarzy, szewców i garbarzy. W XVIII w. znajdowało się tam 78 ław sprzedawców chleba i bułek (tę maksymalną ilość zarządzono w 1711) oraz 86 ław obuwniczych i skórnych.
Od XIV wieku wschodnia, a zatem większa część budynku służyła handlarzom pieczywem, zaś zachodnia — obuwiem i wyrobami skórzanymi. Rudolf Stein wyraził przypuszczenie, że na piętrze tego budynku handlowano wełną, gdyż wzmianki o domu wełniarzy pojawiają się w początki XIV w. w kontekście czynszów ściąganych z ław chlebowych i obuwniczych. Jednocześnie jeszcze w 1. połowie XV w. jako smatruz określano jedynie górną kondygnację budynku, podczas gdy w końcu tego wieku nazwę przeniesiono na cały dom kupiecki.
W końcu XVIII w. w Smatruzie nie handlowano, stanowił on raczej magazyn towaru. Już w 1777 właściciele kamienic przybudowanych od północy do Smatruza wystosowali do miasta zapytanie o możliwość wyburzenia hali i budowy w jej miejscu oficyn. W 1798 rozważano jeszcze renowację i rozbudowę Smatruza, aby pomieścić w nim stragany, które zajmowały znaczną część powierzchni Rynku. Ostatecznie po zniesieniu ograniczeń wykonywania zawodów rzemieślniczych w Prusach Smatruz stracił rację bytu. W 1823 miasto wykupiło od rzemieślników prawo do wystawiania ław, a rok później sprzedano budynek właścicielom sąsiednich działek za sumę 21 tysięcy talarów. Smatruz niezwłocznie zburzono, zaś jego działkę zabudowano oficynami.

## Architektura
Prawdopodobnie budynek był od początku murowany, miał dwie kondygnacje i rozciągał się w kierunku wschód-zachód. Przedzielony był przejściem poprzecznym bloku śródrynkowego. Hala miała długość 101,5 m. Część wschodnia o długości 33 m i szerokości  11 m była oddzielona od części zachodniej (zapewne nieco nowszej) o długości 68,5 m i szerokości 12 m pełnym murem, w którym znajdowało się przejście. Drewniane stropy obu części hali na obu kondygnacjach opierały się na podciągach, zaś te podparte były jednym rzędem regularnie rozstawianych murowanych słupów. Dach był dwuspadowy, w części zachodniej nieco wyższy, jako że była ona szersza.
Do Smatruza prowadziły cztery wejścia: dwa na jego wschodnim i zachodnim zakończeniu, dwa dalsze na osi poprzecznego przejścia, prowadzącego przez Sukiennice, kramy i zachodnią część Smatruza. Piętro, a zatem właściwy smatruz, dostępne było przez cztery zewnętrzne klatki schodowe w narożach. Ze wszystkich stron Smatruz otoczony był wieńcem przybudówek, stanowiących dostępne z zewnątrz kramy. Z biegiem czasu nad kramami tymi zbudowano mieszkania, tak że powstały kamieniczki. Po stronie północnej zezwolono na całkowite zasłonięcie okien Smatruza przez wysokie budynki, jednak ich właściciele musieli aż do wyburzenia smatruza płacić za tę specyficzną służebność czynsz.